# Felix Fidler
Felix Fidler, auch Fidlerus, Fiedler (* 1633 in Rostock; † 8. Januar 1707 in Teterow) war ein deutscher evangelisch-lutherischer Theologe, Pastor und Stifter.

## Leben
Felix Fidler stammte aus einer Akademikerfamilie, die als Glaubensflüchtlinge aus der Schweiz nach Norddeutschland gekommen war. Er war ein Sohn des Rostocker Pastors und Superintendenten Konstantin Fiedler (* 1579 in Danzig; † 1644 in Rostock). Der gleichnamige Dichter Felix Fiedler (ca. 1575–1626) war sein Onkel. 1648, schon als Jugendlicher, wurde er an der Universität Rostock immatrikuliert. 1658 war er Respondent einer Disputation über das 28. Kapitel des Buches Jesaja unter dem Vorsitz von August Varenius, womit er wahrscheinlich seine Studien abgeschlossen hat.
Im Juni 1661 erhielt er die Berufung zum zweiten Pastor an der Stadtkirche in Teterow. Ab 1689 führte er das Kirchenbuch. Von 1673 bis zu seiner Emeritierung 1705 war er hier Pastor primarius und Präpositus. Ab 1704 war sein Sohn Constantin Fidler (1665–1726) sein Adjunkt, der dann 1705 zweiter Pastor wurde und dies bis an sein Lebensende blieb. Auch der Enkel (Heinrich) Christoph Fidler wurde 1727 Pastor in Teterow.

## Stiftung und Erinnerung

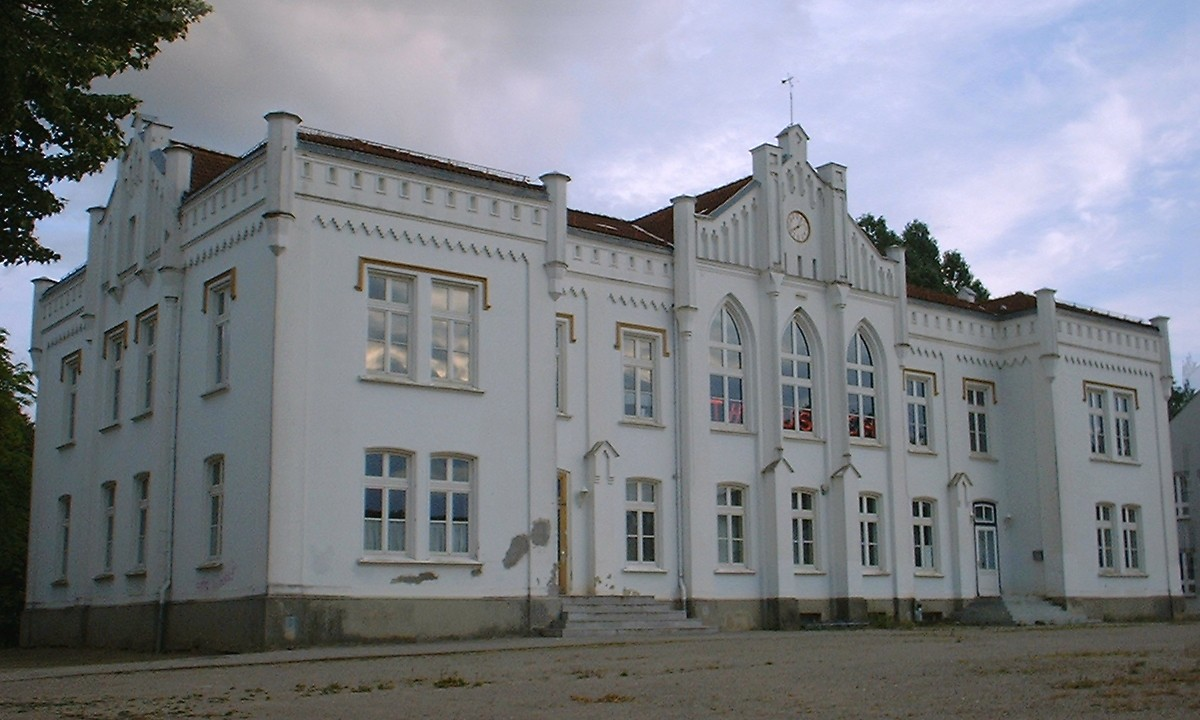
Schulhaus von 1860 (Uhrenschule), heute Theater

Am Johannistag (24. Juni) 1699 errichtete Felix Fiedler die Stiftung Zum Besten armer Schulkinder. Die Stiftung unterhielt das Fiedlersche Schulstift. Zum Stiftungsvermögen gehörten Acker- und Gartenflächen auf dem Fliederkamp (Schulkamp), die an die Stadt vererbpachtet waren und deren Pachterlös der Unterstützung armer Schüler diente.
1860 entstand hier die neue Uhrenschule Teterow sowie 1885, 1903, 1909 und 1966 weitere Schulgebäude.
Das 1875 als Kleinkinderschule gebaute Haus trägt den Namen Pastor-Fiedler-Haus; es beherbergte bis zur Auflösung 1995 die Kommunale Kulturstiftung Teterower Kreis.
Auch der Pastor-Fiedler-Weg in Teterow an der Parkanlage am Schulkamp zwischen Poggestraße und Schulstraße erinnert an Felix Fiedler.

## Werke
- Partis II. In Schola Isaiana Disputatio XV. Exhibens Inscriptionem Massa Zor, Seu Manifestum Dei Bellicum Adversus Incomparabilem Quondam Tyrum Ex Cap. 23. Isaiae / Quam ... Praeside Augusto Varenio, SS. Theol. D. ... Eruditorum obiectionibus responsurus defendet Felix Fidlerus, Rostochiensis, Habebitur die 17. Iulii, horis a 3. Postmer. in Mesoselenii Collegio. Rostock: Richelius 1658

Digitalisat, Universitätsbibliothek Rostock